# Блуноз
Блуноз (англ. Bluenose Lake — «озеро синий нос») — озеро на территории Нунавут в Канаде. Расположено в северо-западной части Нунавута, возле границы с Северо-Западными территориями. Одно из больших озёр Канады — площадь водной поверхности 391 км², общая площадь — 401 км². Высота над уровнем моря 557 метра. Сток из озера на север по реке Крокер в пролив Долфин-энд-Юнион.
Джон Келсалл (John Kelsall) и Джеймс Митчелл (James Mitchell) назвали озеро в 1953 году по результатам своих биологических исследований.
В районе озера обитают карибу, другие млекопитающие — песец, американский суслик, полярный заяц, лемминг, медведь гризли, овцебык, полёвка-экономка, горностай, волк.
Птицы, живущие здесь или часто посещающие озеро: полярная крачка, тулес, канадская казарка, бургомистр, беркут, бурокрылая ржанка, гага-гребенушка, лапландский подорожник, длиннохвостый поморник, кряква, морянка, короткохвостый поморник, шилохвость, обыкновенный ворон, плавунчик, средний крохаль, краснозобая гагара, белоклювая гагара, мохноногий канюк, песчанка, долгопалый побережник, болотная сова, пуночка, белая сова, полевой воробей, щеврика, американский лебедь, белая куропатка.